# Sala delle Guardie (Versailles)

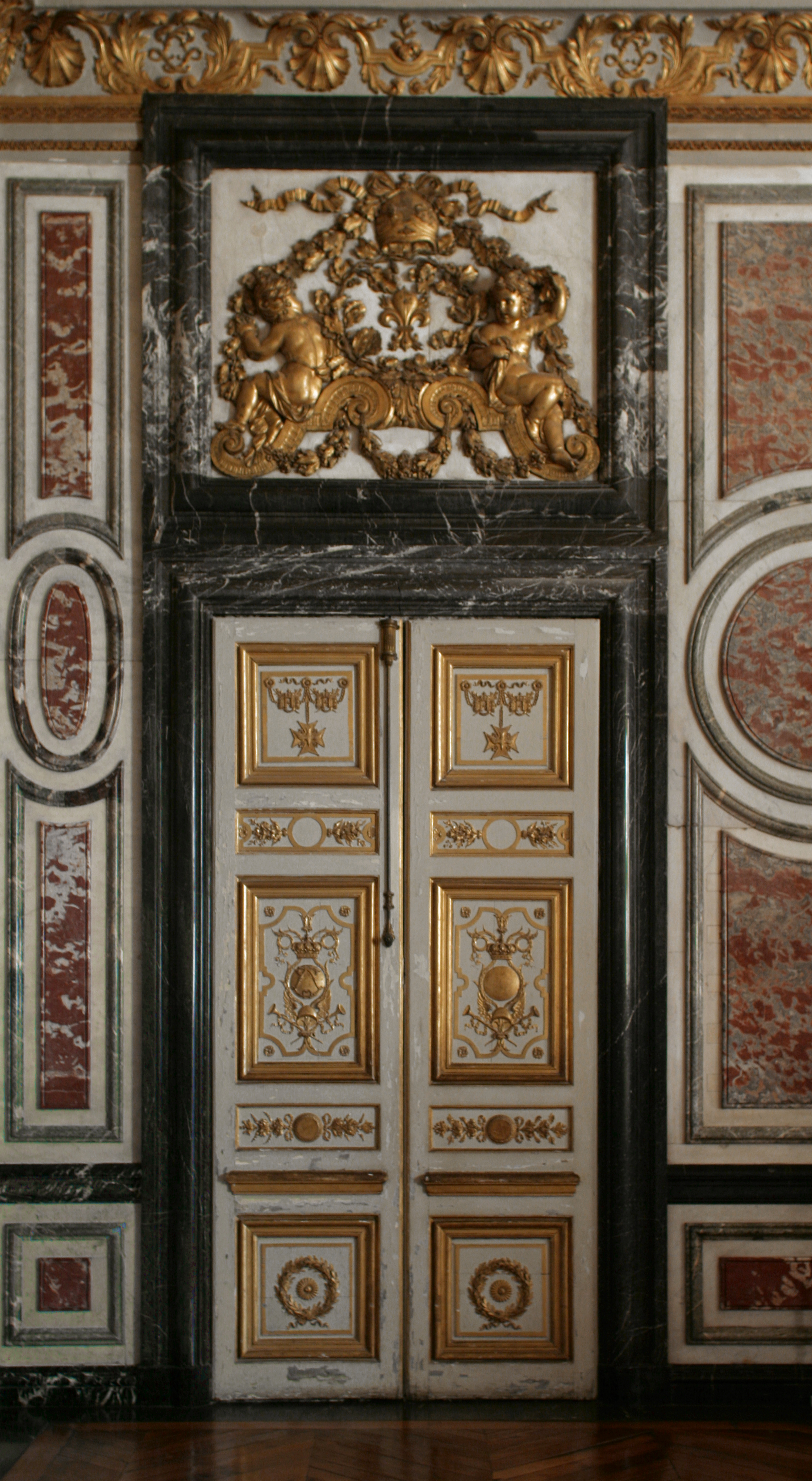
Porte della salle des Gardes della regina

La sala delle guardie o sala delle guardie della regina (in francese: salle des Gardes o salle des Gardes de la Reine) è una stanza del Grand appartement de la Reine nella Reggia di Versailles. È posta tra la Salle du Sacre e l' antichambre du Grand Couvert.

## Storia
La sala delle guardie della regina andò a rimpiazzare nel 1676 una delle cappelle che si succedettero nel palazzo, costruita nel 1672. La costruzione della Grande Galerie modificò la distribuzione degli appartamenti: la cappella cedette dunque il proprio spazio per la costruzione di un salone denominato dapprima salon de la Reine e successivamente salle des Gardes. La precedente sala delle guardie divenne la prima anticamera dell'appartamento, o antichambre du Grand Couvert.
La sala è la prima sala dell'appartamento della regina, subito appresso al Salone della Pace. Essa era utilizzata dalle guardie incaricate di proteggere il sovrano ed era ogni giorno piuttosto affollata. Il mattino del 6 ottobre 1789, quando i rivoltosi iniziarono a portarsi verso il castello di Versailles, le guardie del corpo si portarono in questa sala per proteggere Maria Antonietta.

## Decorazioni
Contrariamente alle altre sale dell'appartamento della regina, la salle des Gardes è la sola ad aver conservato integralmente la decorazione dell'epoca di Luigi XIV, composta da decorazioni di marmo bianco di Carrara, verde, rosso di Linguadoca e nero antico.
Il soffitto è decorato con un dipinto di Noël Coypel, proveniente dall'antico Cabinet d'angle (o di Giove) dell'appartamento del re, situato al posto dell'attuale Salone della Guerra. La composizione centrale, di forma ottagonale, rappresenta Giove che percorre l'aere accompagnato dalla Giustizia, dall'Abbondanza e dalla Pietà. Altri dipinti ad opera di Félibien rappresentano «due memorabili azioni della Giustizia e due della Pietà nella storia di cui si conservi memoria», allusione alle qualità reali: 
- pannello sud: Solone spiega le sue leggi agli ateniesi.
- pannello nord : Alessandro Severo fa distribuire il grano al popolo di Roma in tempo di carestia.
- pannello ovest : Tolomeo Filadelfo libera i giudei.
- pannello est : Traiano rende giustizia.

Agli angoli le vele rappresentano : La Giustizia punitrice, gli Schiavi liberati, la Risoluzione della carestia, e La Giustizia ricompensata.
Due tavole di Coypel completano la decorazione e rimandano al tema di Giove sul soffitto: sopra il camino si trova Il sacrificio fatto a Giove sul monte Liceo ; di fronte si trova: Giove bambino allevato dalle ninfe e dai Coribanti.
I bassorilievi dorati opera degli scultori Le Gros e Massou.

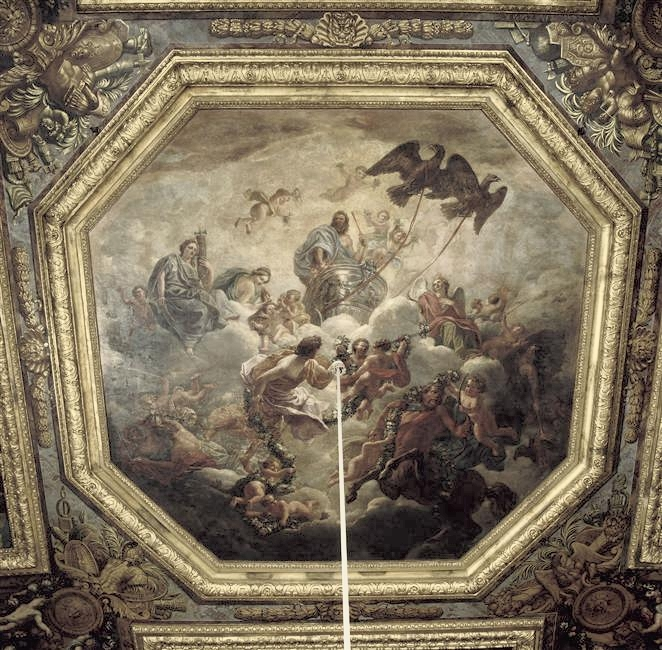
Soffitto della salle des Gardes della regina
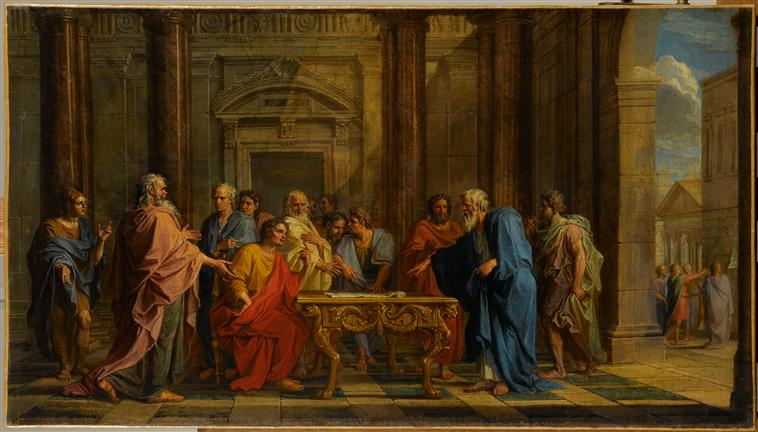
Pannello sud : Solone spiega le sue leggi agli ateniesi
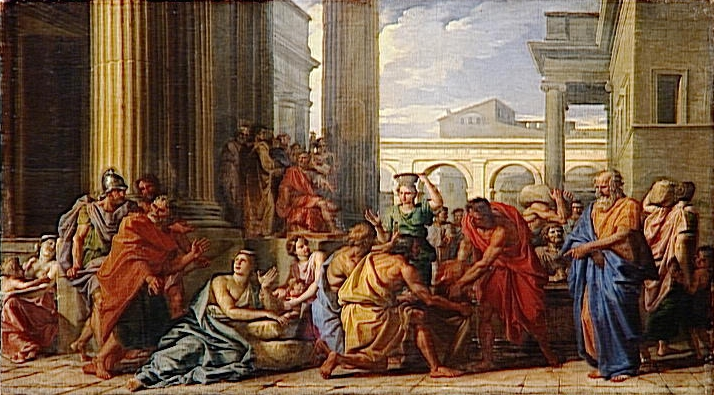
Pannello nord : Alessandro Severo fa distribuire il grano al popolo di roma in tempo di carestia
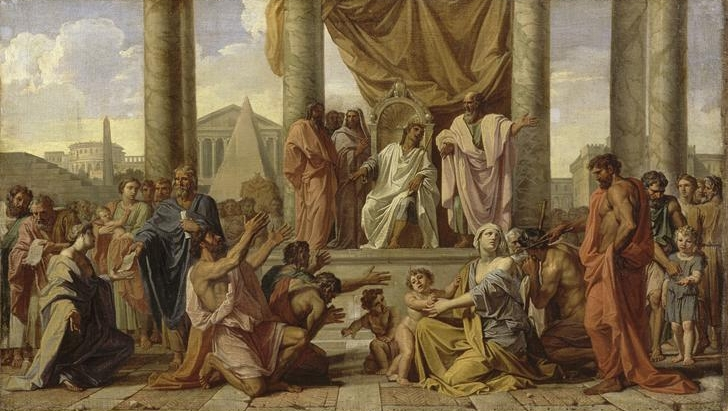
Pannello ovest : Tolomeo Filadelfo libera i giudei
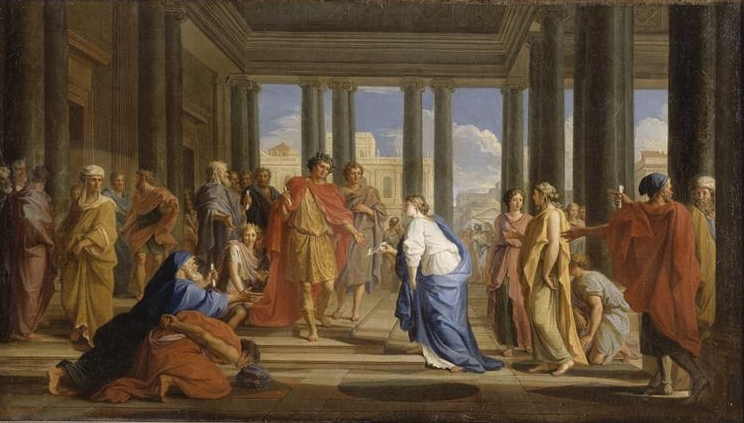
Pannello est : Traiano rende giustizia
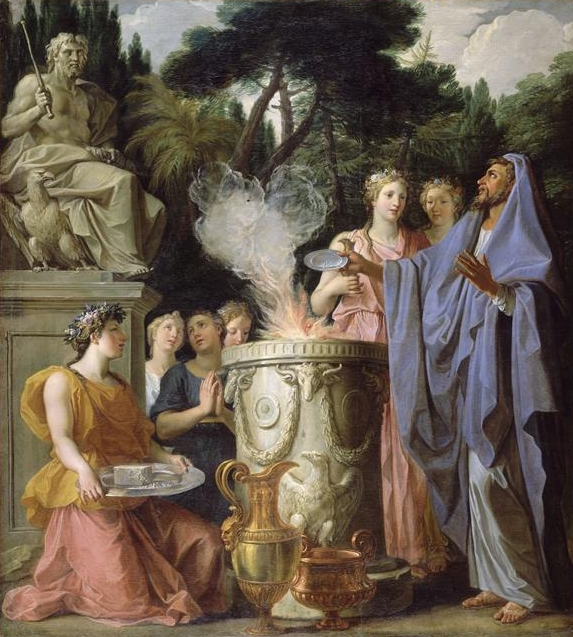
Noël Coypel, Sacrificio a Giove